# Cirrus Vision SF50
Cirrus Vision SF50 je enomotorni sedem sedežni zelo lahek reaktivec v razvoju pri ameriškem podjetju Cirrus Aircraft. Letalo je sprva imelo oznako "The Jet", leta 2008 je Cirrus oznanil tržno ime "Vision SJ50". Pozneje je postal "Vision SF50".
Prototip so prvič javno predstavili 26. junija 2008. Prvič je poletel 2. julija 2008.SF50 je korak naprej za pilote športnih letal kot so Cirrus SR20, SR22 in drugih visokosposobnih športnih letal.
Vision SF50 bo zgrajen iz lahkih kompozitnih materialov in bo imel reševalno padalo CAPS za primer nevarnosti.
Cirrus je začel sprejemato $100.000 depozite za novo letalo leta 2006.  Decembra 2006 je Cirrus oznanil, da bo novo letalo "najpočasnejši in najcenejše" reaktivno letalo. Poganjal ga bo samo en Williams FJ33-4A-19 turboventilatorski motor, kar je posebnost med komercialnimi letali. Motor bo razvijal 1900 funtov (8,5 kN) potiska. Potovalna hitrost bo okrog 550 km7h (300 vozlov). SF50 bo imel sedem sedežev (1 pilot in 6 potnikov). Reševalno padalo bo nameščeno v nosu.
27. decembra 2007 je Cirrus Design vzel na leasing hangar letalske družbe Northwest Airlines na letališču Duluth, kjer bodo proizvajali novo letalo.
Aprila 2012 je SF50 dobil nova investicijska sredstva od novih lastnikov Cirrusa - China Aviation Industry General Aircraft (CAIGA)

## Tehnične specifikacije (Vision SF50)
- Posadka: 1
- Kapaciteta: 6 potnikov
- Dolžina: 30,9 ft (9,4 m)
- Razpon kril: 38 ft 4 in (11,68 m)
- Višina: 10,5 ft (3,2 m)
- Motor: 1 × Williams FJ-33-5A turbofan, 1,900 lbf (8.5 kN) potiska

- Potovalna hitrost: 300 vozlov (345 mph; 556 km/h)
- Hitrost izgube vzgona: 61 kn (70 mph; 113 km/h)
- Dolet: 540 navtičnih milji; 621 mi (1 000 km)
- Višina leta (servisna): 28 000 ft (8 500 m)